# Diazoksid
Diazoksid, slično nitroprusidu, se primenjuje intravenski (nisu nužne infuzije) za kontrolu hitnih stanja hipertenzije. To je snažan vazodilatator koji, za razliku od nitroprusida, deluje dugo (4 do 12 sati, prosečno 8 sati).

## Delovanje
Hemijski je sličan tiazidskim diureticima, ali nema diuretsku aktivnost, nasuprot, može uzrokovati zadržavanje natrijumovih jona i vode (što, zbog kratkotrajne upotrebe tog lijeka, obično nije veći problem).
Na molekularnom nivou diazoksid aktivira, otvara kalijumske kanale, pri čemu je specifično da taj lek aktivira i tzv. ATP zavisne kalijumske kanale, koji su za sada najbolje istraženi u beta ćelijama gušterače. Tu, dakle, diazoksid deluje suprotno derivatima sulfonilureje koji blokiraju kalijumske kanale. Posledično, diazoksid smanjuje lučenje inzulina te se koristi i u farmakološkoj terapiji inzulinoma.

## Nuspojave
U organizmu se diazoksid izrazito veže za serumske albumine, što je važno zato što kod bolesnika sa hroničnom bubrežnom insuficijencijom može dići do neželjeno jakog učinaka. Nuspojave diazoksida pretežno su vezane uz njegov osnovni učinak, tj. može uzrokovati prejak pad krvnog pritiska, pa i moždani ili srčani udar. Kod osoba s nedostatkom kiseonika u srčanom mišiću, diazoksid zbog aktivacije simpatičkog sistema, može prouzrokovati ishemiju i zatajenje srca, pa njegovu upotrebu kod takvih bolesnika treba izbegavati.